# Massacre de Khartoum
Le massacre de Khartoum s'est produit le 3 juin 2019 lorsque les forces armées du Conseil militaire de transition soudanais, dirigées par les Forces de soutien rapide, milices héritières des Janjawid, ont utilisé des tirs et des gaz lacrymogènes pour disperser un sit-in des manifestants à Khartoum et tué plus de 100 personnes. 
Dans la soirée du 3 juin 2019, il a été fait état d'un grand nombre de victimes sur le terrain du sit-in avec difficulté d'évacuation ainsi que d'autres qui ont été jetées dans le Nil. Des centaines de civils non armés ont été blessés, des centaines de citoyens non armés ont été arrêtés et de nombreuses familles ont été intimidées à travers le Soudan.

## Contexte
Les manifestations soudanaises de 2018-2019 ont débuté en décembre 2018, puis se sont poursuivies pendant des mois, jusqu'au 6 avril 2019, le jour ou le peuple soudanais s'est rassemblé devant le quartier général des forces armées dans le plus grand sit-in de l’histoire soudanaise.
Le 11 avril 2019, lors d'un coup d'État, les militaires ont destitué Omar el-Bechir du pouvoir et mis en place un Conseil militaire de transition (CMT). Après la poursuite des manifestations, Ahmed Awad Ibn Auf a annoncé sa démission et remplacé par le lieutenant-général Abdel Fattah Abdelrahmane al-Burhan. Les manifestants soutenus par l'Association des professionnels soudanais (SPA) et les groupes d'opposition démocratique engagés dans des manifestations de rue, appellent le Conseil militaire de transition au pouvoir à se retirer « immédiatement et sans condition » en faveur d'un gouvernement de transition dirigé par des civils, et demandant d'autres réformes.
D'après le journaliste Gérard Prunier, face au Conseil militaire de transition, « le rassemblement fonctionnait aussi comme un meeting politique permanent où chacun faisait preuve de solidarité. Tout le monde s'occupait des enfants ; les femmes, qui avaient trouvé leurs voix, étaient omniprésentes ; et les provinciaux découvraient la capitale. Les slogans donnaient le « la  » d'un mouvement résolument pacifique : « Silmiya » (« Non-violence »), « Hurriya  » (« Liberté »), « Thawra  » (« Révolution »), « Dhidd al-haramiya » (« À bas les voleurs »), « Madaniya » (« Le pouvoir aux civils »). Pendant tout le ramadan, dans ce pays musulman gouverné par les islamistes depuis trente ans, les manifestants respectaient jeûne ou pas, selon leur libre choix, par presque 50 à l'ombre. Les commerçants, y compris chrétiens, approvisionnaient la foule en biens de première nécessité. »
Pendant environ deux mois, le CMT a engagé avec la SPA un dialogue sur la manière de passer à un gouvernement de transition, le point de désaccord principal étant de savoir si le gouvernement de transition devait être dirigé par un civil ou par un militaire. Il y a eu de nombreuses tentatives pour disperser les manifestants et dégager le sit-in devant le QG militaire à Khartoum. 
Le 30 mai, la SPA s'est dit préoccupé par l'intention du CMT de mener une attaque meurtrière de grande ampleur, déclarant que le 29 mai, « deux citoyens, dont une femme enceinte, ont été abattus par les forces du CMT ». La SPA a averti que des camions militaires du National Intelligence and Security Service (NISS), des RSF (Rapid Support Forces) et d'autres forces de sécurité de l'État ont été déployés autour de la zone du sit-in.  Le 1er juin, la SPA a déclaré qu'il avait des raisons de croire que le CMT « planifiait et travaillait à mettre fin au sit-in pacifique au quartier général de l'armée avec une force et une violence excessives » après que trois personnes aient été tuées dans des incidents en marge de la manifestation, la semaine précédente.

## Massacre du 3 juin
Le 3 juin 2019, les forces du CMT, notamment les RSF, héritières des Janjawid, ainsi que d'autres forces du CMT, ont utilisé des tirs et des gaz lacrymogènes ainsi que des bombes assourdissantes pour disperser le sit-in, faisant plus de 100 morts. Au soir du 4 juin 2019, il a été fait état d'un grand nombre de victimes sur le terrain et des difficultés d'évacuer les survivants, ainsi que d'autres qui ont été jetées dans le Nil.  Des centaines de civils non armés ont été blessés, des centaines de citoyens non armés ont été arrêtés et de nombreuses familles ont été terrorisées dans leurs propriétés à travers le Soudan. 
Au total, plus de 200 véhicules militaires ont été utilisés dans l'attaque, avec plus de 10 000 soldats et autres personnels non identifiés en uniforme de police[réf. nécessaire].

## Chronologie
Ce qui suit est une chronologie du déroulement de ce qui s'est passé dans le camp de sit-in :
- 4h30 : Les milices Janjawid et le NISS avec d'autres forces du CMT ont commencé à surveiller la zone du camp de sit-in en préparation de l'attaque.
- 4 h 55 : Une centaine de véhicules militaires appartenant aux milices Janjawid, armés d'armes à feu militaires lourdes, y compris des armes antiaériennes, et transportant des centaines de soldats armés. Ces soldats portaient des armes et des bâtons lorsqu'ils ont encerclé le quartier général militaire de Khartoum. Les voitures ont empêché les civils non armés d'entrer dans le QG militaire. Simultanément, 100 autres camionnettes blanches sans plaque d'immatriculation, pleines de soldats en uniforme de police, sont arrivées. D'autres soldats Janjawid ont également été vus en grand nombre le long de la rue du Nil.
- À partir de 6 heures du matin : Les forces paramilitaires ont commencé l'attaque du camp du sit-in à l'aide de balles réelles, de bombes assourdissantes et de gaz lacrymogènes, prenant d'assaut les civils de toutes parts, laissant un chemin étroit pour permettre aux manifestants de sortir. La milice a commencé à brûler les tentes et à tirer indistinctement, faisant des centaines de morts et de blessés et jetant de nombreux corps dans le Nil[6].

## Responsabilité
Les forces du Conseil militaire de transition, dirigé par les Forces de soutien rapide (RSF) dirigées par Mohamed Hamdan Dogolo (« Hemedti »), sont largement considérées comme responsables de cette attaque. Le quotidien The Daily Beast attribue la responsabilité directement à RSF sous le commandement de Hemedti, sur la base de vidéos, de témoignages et d'entretiens avec des militants civils.
D'après Gérard Prunier, les assaillants n'étaient pas des militaires — qui pour beaucoup sympathisaient avec les manifestants — mais des mercenaires venus du Darfour (les Forces de soutien rapide) et des unités apparentées aux services de renseignement.

## Conséquences
Lundi 4 juin, le CMT a annulé tous les accords conclus lors des pourparlers avec la principale alliance de l'opposition sur la mise en place d'une administration transitoire. Les dirigeants de l'alliance d'opposition de la Déclaration des forces pour la liberté et le changement (DFCF) ont déclaré qu'une campagne ouverte de désobéissance civile continuerait d'essayer de forcer le Conseil à quitter le pouvoir. Les dirigeants ont également ajouté qu'il n'y a aucune place pour des négociations, car les dirigeants militaires ont essayé de faire des concessions face aux critiques internationales des exécutions aveugles de lundi.
Le 5 juin, Khartoum était tendue avec de nombreuses routes barricadées par les manifestants, des magasins fermés et des rues pour la plupart vides. Des véhicules des Forces de soutien rapide (RSF) patrouillaient dans les rues d'Omdourman, de l'autre côté du Nil de Khartoum et tiraient en l'air.
Le 5 juin, le Conseil de sécurité des Nations unies s'est réuni à la demande de la Grande-Bretagne et de l'Allemagne pour entendre un exposé de l'envoyé de l'ONU Nicholas Haysom, qui travaille avec l'Union africaine (UA) à une solution à la crise au Soudan. Mais la Chine, soutenue par la Russie, a bloqué une tentative de condamnation des meurtres de civils et de lancement d'un appel urgent des puissances mondiales pour un arrêt immédiat de la violence.
Le mercredi 5 juin, le DFCF a appelé tous les pays et les organisations internationales à cesser de collaborer avec le Conseil militaire de transition du Soudan. Ils ont également appelé la communauté internationale à commencer à examiner « les violations et les crimes en cours commis par les CMT dans toutes les villes et villages et à y mettre fin immédiatement ». Comme l'a rapporté le Comité central des médecins soudanais (CCSD), une organisation de volontaires médicaux, des dizaines de corps ont été retirés mercredi du Nil et les médecins ont déclaré qu'ils avaient été alourdis de pierres pour tenter de cacher le nombre réel de morts.
Le jeudi 6 juin, le Département de la paix et de la sécurité de l'Union africaine a publié une déclaration suspendant la participation du Soudan à toutes les activités de l'UA avec effet immédiat - « jusqu'à la mise en place effective d'une autorité civile de transition », qu'il décrit comme le seul moyen de « sortir de la crise actuelle ».

## Réactions
Le Secrétaire général des Nations unies, Antonio Guterres, a condamné l'usage excessif de la force par les agents de sécurité soudanais et s'est dit inquiet des informations selon lesquelles des forces avaient ouvert le feu dans un hôpital.
- Norvège, Royaume-Uni[12], États-Unis - Le 4 juin, la Troïka a publié une déclaration sur l'évolution de la situation au Soudan « La Troïka condamne les violentes attaques perpétrées au Soudan le 3 juin, qui ont causé la mort et fait des blessés chez de nombreux manifestants civils pacifiques ». En ordonnant ces attaques, le Conseil militaire de transition a mis en péril le processus de transition et la paix au Soudan. Nous appelons à un transfert convenu du pouvoir à un gouvernement dirigé par des civils, comme l'exige le peuple soudanais. Nous nous félicitons de la déclaration du Président de l'Union africaine (UA) et appuyons le rôle important de l'UA dans le règlement de la crise au Soudan, y compris son exigence d'un transfert immédiat à un gouvernement civil ». «La Troïka se déclare également très préoccupée par l'annonce faite par le CMT de cesser les négociations avec les Forces pour la liberté et le changement, de retirer tous les accords antérieurs avec elles sur la formation d'un gouvernement intérimaire et de tenir des élections dans les neuf mois. Le peuple soudanais mérite une transition ordonnée, dirigée par des civils, qui puisse établir les conditions d'élections libres et régulières, plutôt que de se précipiter sur des élections imposées par les forces de sécurité du CMT »[13].
- Union africaine - Le 3 juin, a fait la déclaration suivante : « Le Président de la Commission de l'Union africaine, Moussa Faki, condamne fermement la violence qui a éclaté aujourd'hui et qui a fait des centaines de morts et blessés civils. A cet égard, il appelle à une enquête immédiate et transparente afin de demander des comptes à tous les responsables. Le Président appelle le Conseil militaire de transition à protéger les civils contre tout nouveau danger ». «le Président appelle tous les partenaires internationaux à renforcer les efforts communs en vue de l'arrêt immédiat de la violence et de la reprise rapide des négociations en vue d'un règlement politique.»[14]
- Allemagne - Le 3 juin, par l'intermédiaire de Christofer Burger, porte-parole adjoint du ministère allemand des Affaires étrangères, « Rien ne peut justifier cette violence et elle doit cesser immédiatement »[12].
- France - Le 3 juin, le gouvernement français, par l'intermédiaire du porte-parole du ministère de l'Europe et des Affaires étrangères, a exprimé et réitéré sa condamnation absolue des violences commises lors de la répression brutale des manifestants pacifiques, qui a fait de très nombreuses victimes ces derniers jours. Elle exige que les auteurs de ces violences soient traduits en justice et qu'une enquête indépendante soit menée par les autorités soudanaises[15].

En 2022, l'artiste soudanaise Amna Elhassan crée une œuvre marquante au musée d'Art Schirn (en) de Francfort-sur-le-Main, en Allemagne, avec son exposition Deconstructed Bodies – in Search of Home. Elle réalise une fresque grand format intitulée December se veut un monument aux victimes de la révolution soudanaise, qui a été largement soutenue par les femmes soudanaises. Selon Sebastian Baden, directeur du musée, « avec sa peinture panoramique in situ dans la rotonde du Schirn, Elhassan montre un signe de courage et d'engagement en faveur d'une démocratie dynamique. L'artiste a dédié un mémorial artistique tourné vers l'avenir aux victimes du massacre de Khartoum ».